# Małpia intryga
Małpia intryga (ang. Monkey Shines; inne tłum. Małpia telepatia, Małpy górą) – amerykański horror sci-fi w reżyserii George’a A. Romero z roku 1988.

## Obsada
- Jason Beghe – Allan Mann
- Tudi Wiggins – Esther Fry
- Stephen Root – Dean Burbage
- Joyce Van Patten – Dorothy Mann
- Stanley Tucci – Dr. John Wiseman
- William Newman – Doc Williams
- Janine Turner – Linda Aikman